# 浙江省监察委员会
浙江省监察委员会，简称浙江省监委，是中华人民共和国浙江省的国家监察机关。中国共产党浙江省纪律检查委员会，简称中共浙江省纪委或浙江省纪委，是中国共产党浙江省委员会的纪律检查机构。二者合署办公，共同简称为浙江省纪委省监委。浙江省监察委员会由浙江省人民代表大会产生，对其负责。浙江省监察委员会主任由浙江省人民代表大会选举产生，副主任和委员由浙江省监察委员会主任提请，浙江省人民代表大会常务委员会同意。

## 历史沿革
作为中华人民共和国国家监察体制改革试点的一部分，浙江省监察委员会于2017年1月22日正式挂牌成立，办公地点位于杭州市省府路8号。稍早些时候同年1月20日，浙江省十二届人大五次会议第三次全体会议选举任泽民为浙江省监察委员会主任，是为首届主任。

## 组织机构
地方监察委员会
- 杭州市监察委员会
- 宁波市监察委员会
- 温州市监察委员会
- 台州市监察委员会
- 绍兴市监察委员会
- 金华市监察委员会
- 丽水市监察委员会
- 衢州市监察委员会
- 嘉兴市监察委员会
- 舟山市监察委员会

派出机构
- 驻省委办公厅纪检监察组
- 驻省委组织部纪检监察组
- 驻省委宣传部纪检监察组
- 驻省委统战部纪检监察组
- 驻省人大机关纪检监察组
- 驻省政府办公厅纪检监察组
- 驻省发改委纪检监察组
- 驻省经济和信息化厅纪检监察组
- 驻省教育厅纪检监察组
- 驻省公安厅纪检监察组
- 驻省民政厅纪检监察组
- 驻省司法厅纪检监察组
- 驻省财政厅纪检监察组
- 驻省自然资源厅纪检监察组
- 驻省生态环境厅纪检监察组
- 驻省住建厅纪检监察组
- 驻省交通厅纪检监察组
- 驻省农业农村厅纪检监察组
- 驻省卫生健康委纪检监察组
- 驻省国资委纪检监察组
- 驻省市场监督管理局纪检监察组
- 驻省政协机关纪检监察组
- 驻省高院纪检监察组
- 驻省检察院纪检监察组
- 省委直属机关纪检监察工委

## 历任领导
第十三届人大
第十四届人大
- 任期：2023年1月15日－
- 主任：傅明先
- 副主任：陈擎苍、温暖、傅祖民、陈澄
- 委员：梁雪冬、郭卫东、郑志兵、叶强